# Starostîne, Ratne
Starostîne (în ucraineană Старостине) este un sat în comuna Prohid din raionul Ratne, regiunea Volînia, Ucraina.

## Demografie
Componența lingvistică a localității Starostîne
     Ucraineană (98,87%)
     Rusă (1,13%)
Conform recensământului din 2001, majoritatea populației localității Starostîne era vorbitoare de ucraineană (98,87%), existând în minoritate și vorbitori de rusă (1,13%).